# J의 애정
J의 애정은 한국에서 제작된 안낙원 감독의 1959년 영화이다. 박경주 등이 주연으로 출연하였고 박경주 등이 제작에 참여하였다.

## 출연

### 주연
- 박경주
- 강미애
- 김동원

## 제작진
- 원작자: 박우인
- 조명: 김석진
- 녹음: 최칠복